# Chainsky (huyện)
Huyện Chainsky (tiếng Nga: ? райо́н) là một huyện hành chính tự quản (raion), của Tỉnh Tomsk, Nga. Huyện có diện tích 7256 km². Trung tâm của huyện đóng ở Podgornoe.